# ألان وينشتاين
ألان وينشتاين (بالإنجليزية: Alan Weinstein) هو طوبولوجي وأستاذ جامعي ورياضياتي أمريكي، ولد في 17 يونيو 1943 في نيويورك في الولايات المتحدة.